# Линия A (Лионский метрополитен)
Линия A (фр. Ligne A) Лионского метрополитена соединяет исторический центр города с восточными районами и с железнодорожным вокзалом Перраш и пересекает Рону. 
На линии 14 станций (из них 3 — пересадочные), протяжённость 9,2 км. Среднее расстояние между станциями — 715 м. Линия мелкого залегания, была построена открытым способом. Имеет выходы на уровень поверхности в районе станции Перраш и у моста Моран через Рону.

## Станции
- Перраш (фр. Perrache)
- Ампер — Виктор Гюго (фр. Ampère — Victor Hugo)
- Белькур (фр. Bellecour) → пересадка на Линию D
- Корделье (фр. Cordeliers)
- Отель де Виль — Луи Прадель (фр. Hôtel de Ville — Louis Pradel) → пересадка на Линию C
- Фош (фр. Foch)
- Массена (фр. Masséna)
- Шарпен — Шарль Эрню (фр. Charpennes— Charles Hernu) → пересадка на Линию B
- Репюблик — Виллёрбан (фр. République — Villeurbanne)
- Грат-Сьель (фр. Gratte-Ciel)
- Флаше — Ален Жиль (фр. Flachet - Alain Gilles)
- Кюссе (фр. Cusset)
- Лоран Бонве — Астробаль (фр. Loran Bonnevay — Astroballe)
- Во-ан-Велен — Ла Суа (фр. Vaulx-en-Velin —  La Soie)

Схема линии A Лионского метрополитена

'

## Подвижной состав

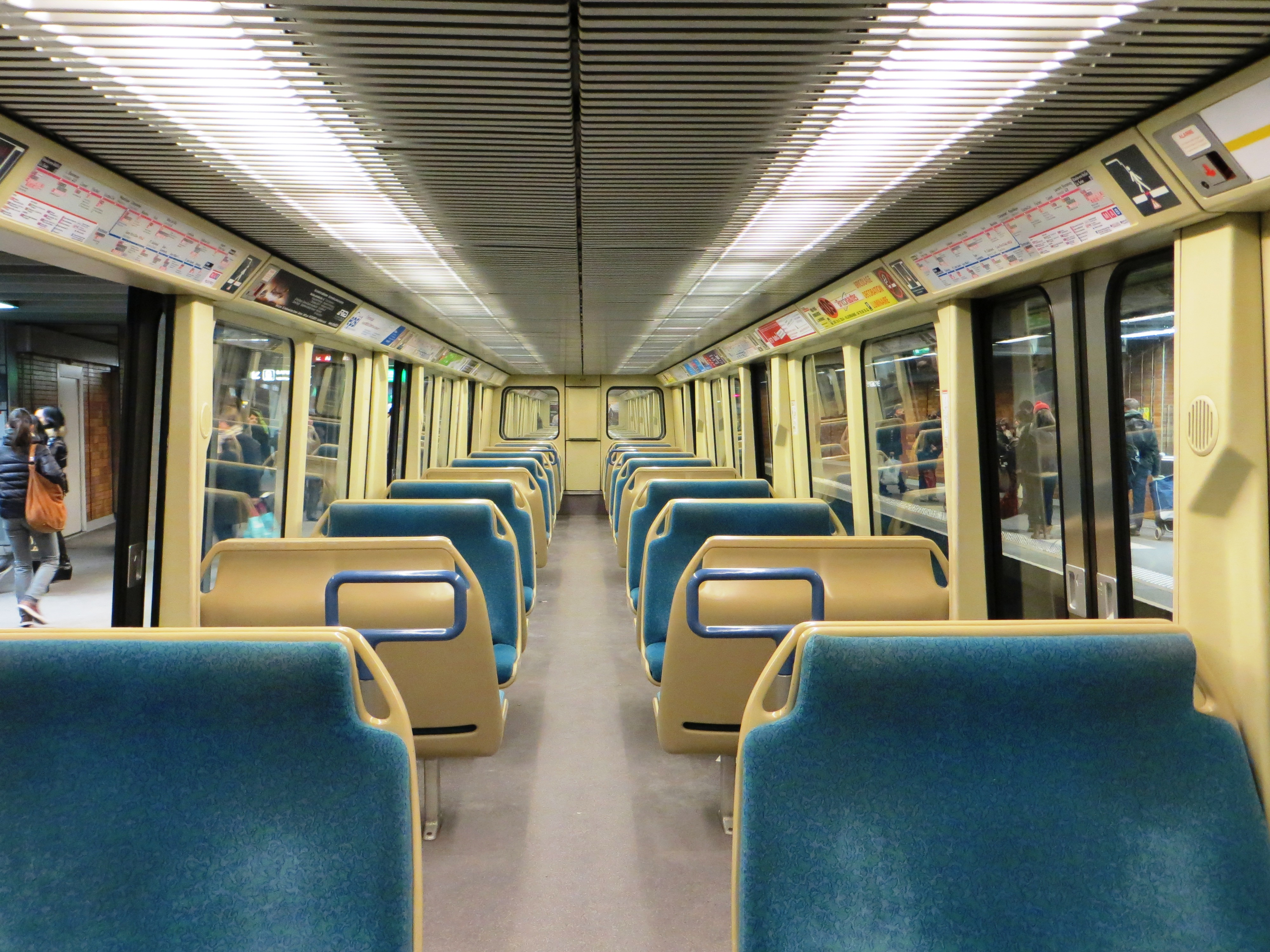
Старая отделка вагона на линиях A и B

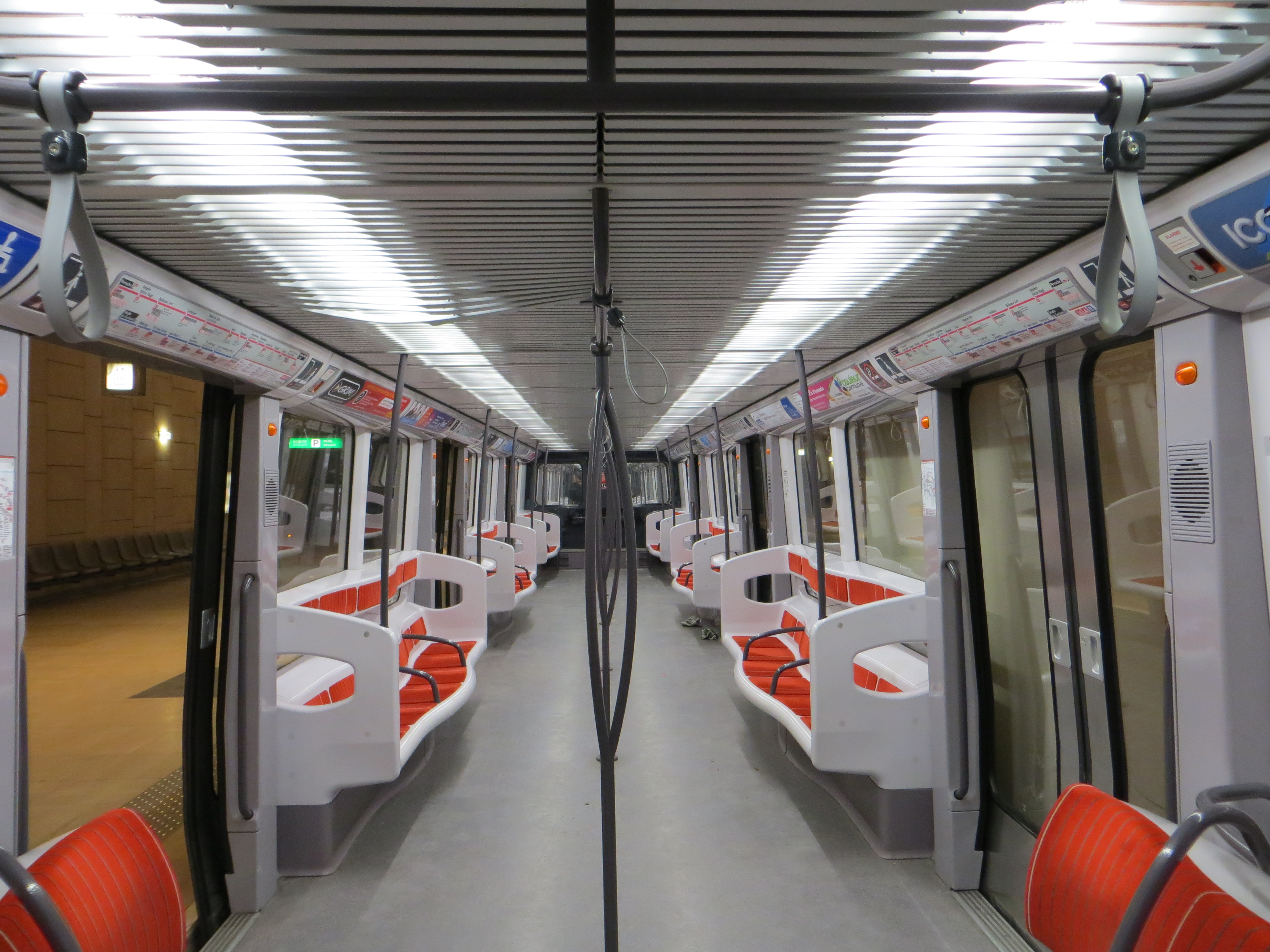
Обновлённый вагон на линиях A и B

В час пик на линии работают 16 составов Alstom MPL 75 на шинном ходу выпуска 1975  года. Каждый состав рассчитан на перевозку 428 пассажиров и имеет 114 сидячих мест.
Линию обслуживает депо Пудретт в Во-ан-Велене (вместе с линией B). Всего в депо имеются 32 состава Alstom MPL 75.

## Краткая история
- 2 мая 1978 — открытие участка Перраш → Лоран Бонве — Астробаль
- 2 октября 2007 — открытие участка Лоран Бонве — Астробаль → Во-ан-Велен — Ла-Суа

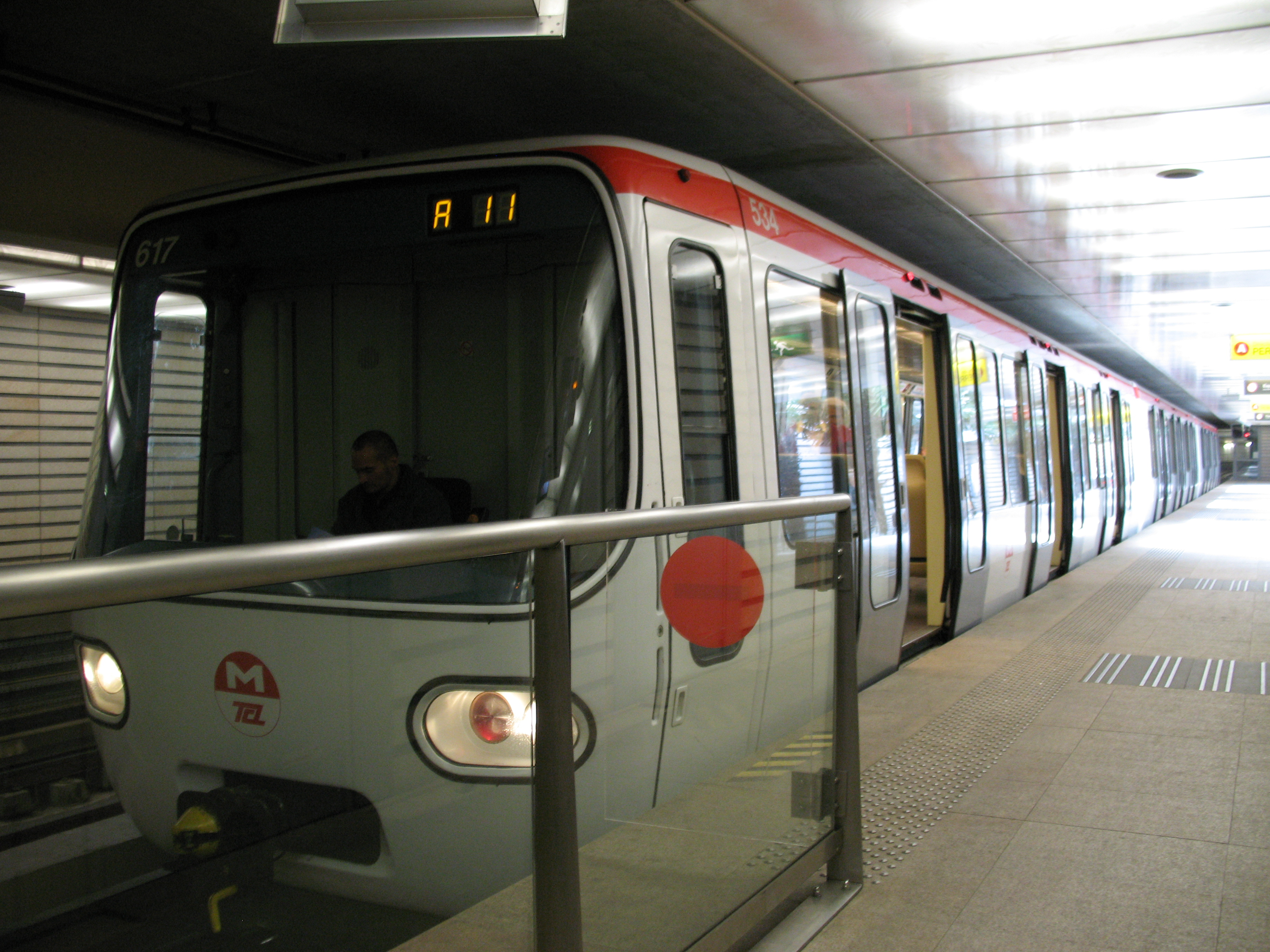
Поезд на конечной станции «Во-ан-Велен — Ла-Суа»